# Steinlach
Steinlach je 22 km dlouhá říčka v německé spolkové zemi Bádensko-Württembersko. Je pravým přítokem řeky Neckar. Pramení na úpatí Švábské Alby u města Mössingen v nadmořské výšce 700 m n. m. Její povodí představuje plochu o rozloze 138 km2.
Protéká obcemi Ofterdingen, Nehren, Dußlingen a tübingenskou místní částí Derendingen. V jižní části centra města Tübingen se v nadmořské výšce 317,5 m n. m. vlévá do Neckaru.